# Arte nacionalsocialista

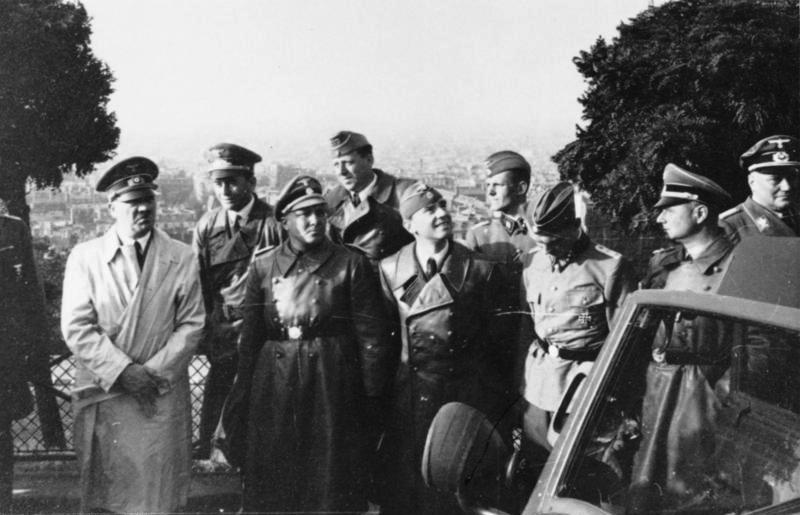
Adolf Hitler visitó el París ocupado rodeado de un selecto grupo de artistas nazis: Albert Speer, Hermann Giesler y Arno Breker. También aparece en la foto Martin Bormann. 30 de junio de 1940.

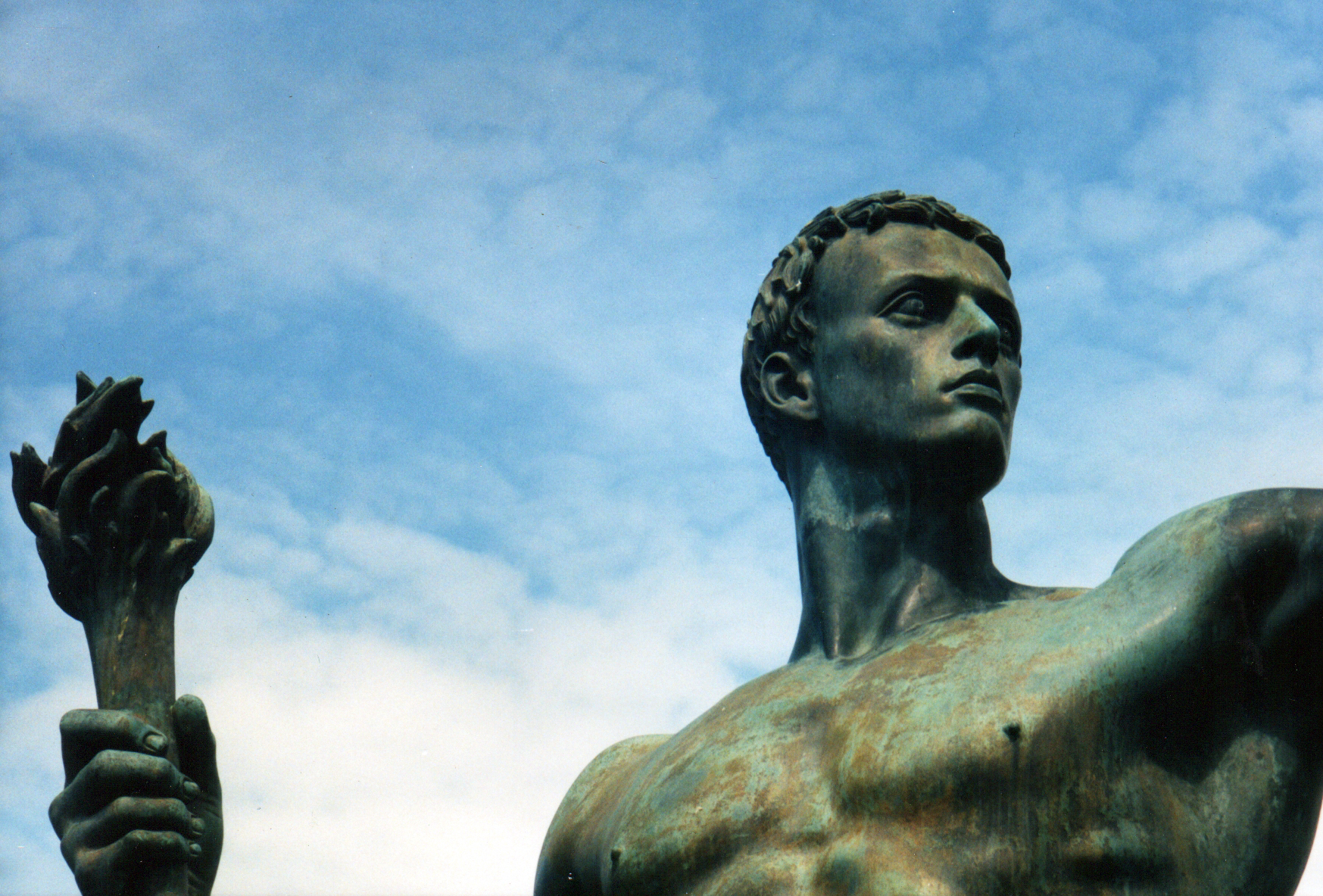
Die Partei (El Partido), Arno Breker.

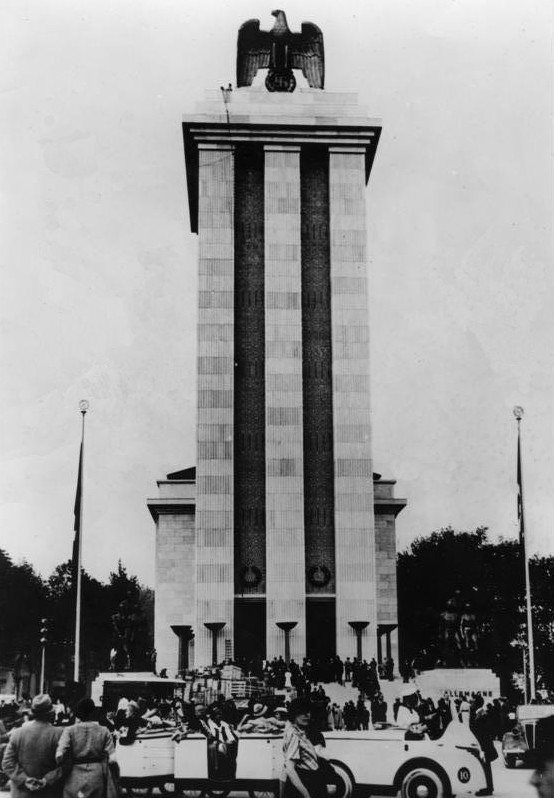
Pabellón de Alemania en la Exposición Internacional de París de 1937, Albert Speer.

El arte del Tercer Reich o arte nacionalsocialista, el arte aprobado oficialmente y producido en la Alemania nazi entre 1933 y 1945, se caracterizó en las artes plásticas por su carácter monumental, su propósito propagandístico hacia el gran público al que iba dirigido (las masas), su realismo y su seguimiento de modelos del arte clásico; todo lo cual ha permitido definir su estilo con las denominaciones de realismo heroico y realismo romántico.

Hasta la ascensión al poder del nacionalsocialismo existía en Alemania un arte considerado «moderno» o, más bien, como propiamente revela la esencia de este término, un arte diferente cada año. 

Pero la Alemania nacionalsocialista exige un arte nuevamente «alemán», y ese debe ser y será, como todos los valores creativos de un pueblo, un arte eterno. 

Si en vez de eso se revelase falto de tal valor eterno para nuestro pueblo, ya hoy mismo resultaría carente de un valor superior.
Discurso de Adolf Hitler en la inauguración de la Große Deutsche Kunstausstellung (Gran Exhibición de Arte Alemán), Múnich, 1937.

Mientras se prohibían los estilos más sofisticados y elitistas propios del arte moderno o arte contemporáneo, denigrados bajo la calificación de «arte degenerado» (Entartete Kunst), los nazis promovían pintura y escultura que se ajustara estrictamente al gusto convencional o tradicional y que exaltaran los valores de sangre y suelo (Blut und Boden: pureza racial —mito ario, nordicismo, eugenesia—, militarismo y obediencia). Temas favoritos eran la representación de tipos populares (Volk) trabajando en el campo, la vuelta a las virtudes simples del amor a la patria (Heimat), las virtudes de la lucha nazi (Kampf) y la loa a las actividades consideradas propias de la mujer en los espacios a los que tradicionalmente se la restringía: niños, cocina, iglesia (Kinder, Küche, Kirche).
De forma similar, se esperaba de la música que se ajustara a los cánones de la tonalidad y se librara de la influencia del jazz; con ese propósito se censuraban discos y películas, y se reprimía a sus jóvenes seguidores (Swingjugend). Al igual que en las artes plásticas, se definió oficialmente una «música degenerada» (Entartete Musik) y se establecieron instituciones garantes de la pureza de la música alemana (Reichsmusikkammer y Reichsmusikprüfstelle).

## Precedentes estéticos
La exaltación de las características nacionales no es privativa ni originaria del arte fascista: los movimientos historicistas a partir del romanticismo del siglo XIX habían insistido en ello (arquitectura historicista: neogótico, neomudéjar, etc.). Asimismo, los programas de presencia pública del estado o del poder son consustanciales al arte de todos los tiempos (Antiguo Egipto, Antigua Roma), aunque destacaron particularmente por su orientación a la implicación de los espacios públicos a partir del neoclasicismo (muy importante en Alemania: Königsplatz de Múnich —Gliptoteca y otros edificios de estilo clásico—, utilizada en los desfiles nazis, Puerta de Brandemburgo de Berlín) y sobre todo en la época del nacionalismo y del imperialismo de la segunda mitad del siglo XIX y los inicios del siglo XX, que presenció una verdadera fiebre de la piedra en monumentos arquitectónicos y escultóricos de estilo ecléctico en Europa y Estados Unidos.
Una función similar desempeñó el nacionalismo musical, especialmente compositores como Verdi y Wagner.
En cuanto a la resistencia a las innovaciones estéticas del denominado arte moderno, fue protagonizada inicialmente por las instituciones (el academicismo) y por la opinión pública mayoritaria, articulada desde finales del siglo XIX por los medios de comunicación de masas. El arte moderno fue durante mucho tiempo un reducto minoritario de intelectuales progresistas, artistas bohemios y ricos ociosos (connoisseurs o dilettanti), propicio a la ridiculización. El concepto orteguiano de arte deshumanizado, como el de rebelión de las masas se vulgarizó, desprovisto de su sutileza filosófica, como un tópico que, identificando arte moderno y transformaciones sociales, advertía de un peligro para las temerosas clases medias. Los ensayos del alemán Oswald Spengler (La decadencia de Occidente) y el norteamericano Walter Lippmann (Manufacture of Consent) incidían en ideas semejantes.
Buena parte de la sociedad veía con disgusto la cultura elitista, incomprensible y moralmente sospechosa de la República de Weimar, que se había convertido en un centro de las vanguardias: a la distorsión de las figuras y los colores de cubismo y fauvismo se añadía el absurdo del dadá y el surrealismo; el expresionismo, que había nacido en la pintura alemana de preguerra, se había extendido incluso al cine (El gabinete del doctor Caligari de Robert Wiene, Metrópolis de Fritz Lang); mientras que en música se experimentaba la atonalidad de Arnold Schönberg, y el sórdido ambiente de los cabarets y la influencia del jazz se plasmaba en las obras de Paul Hindemith y Kurt Weill. La apuesta por el diseño racionalista de la Bauhaus se veía como una renuncia a la belleza tradicional sacrificada en beneficio de una abstracción deshumanizante.

## Pintura, escultura, arquitectura y cine
Entre los artistas plásticos que se ajustaron al modelo de arte nazi destacaron los escultores Josef Thorak, Georg Kolbe y Arno Breker, y los pintores Werner Peiner, Adolf Wissel y Conrad Hommel.

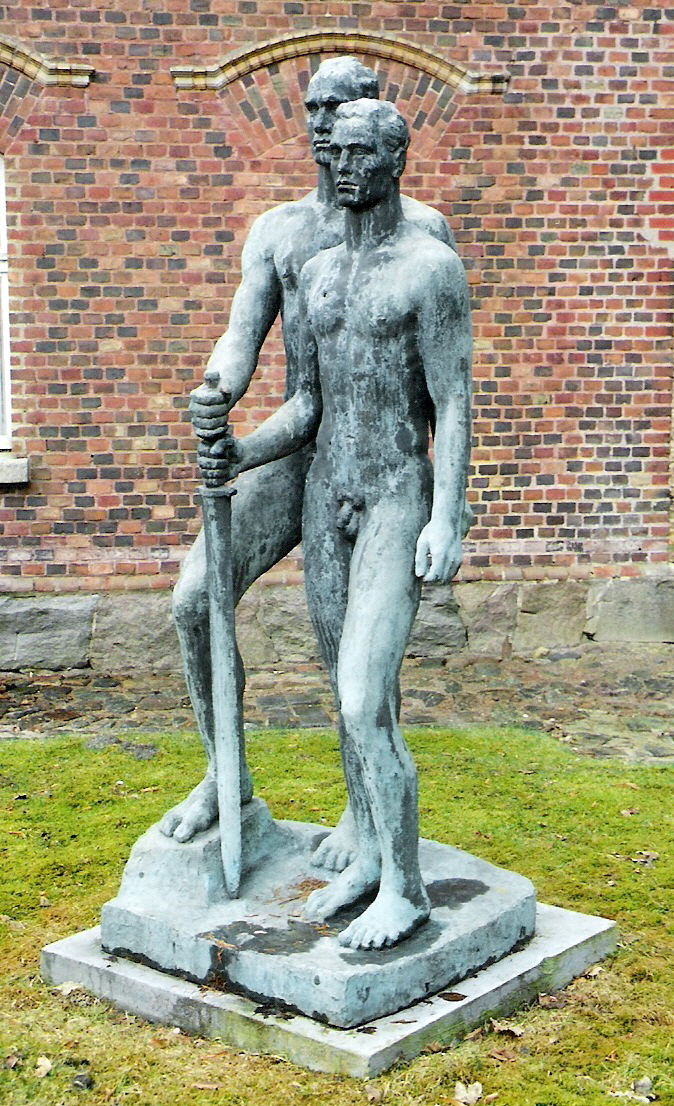
1914-1918 No habéis sido en vano, Georg Kolbe (1935, Stralsund).
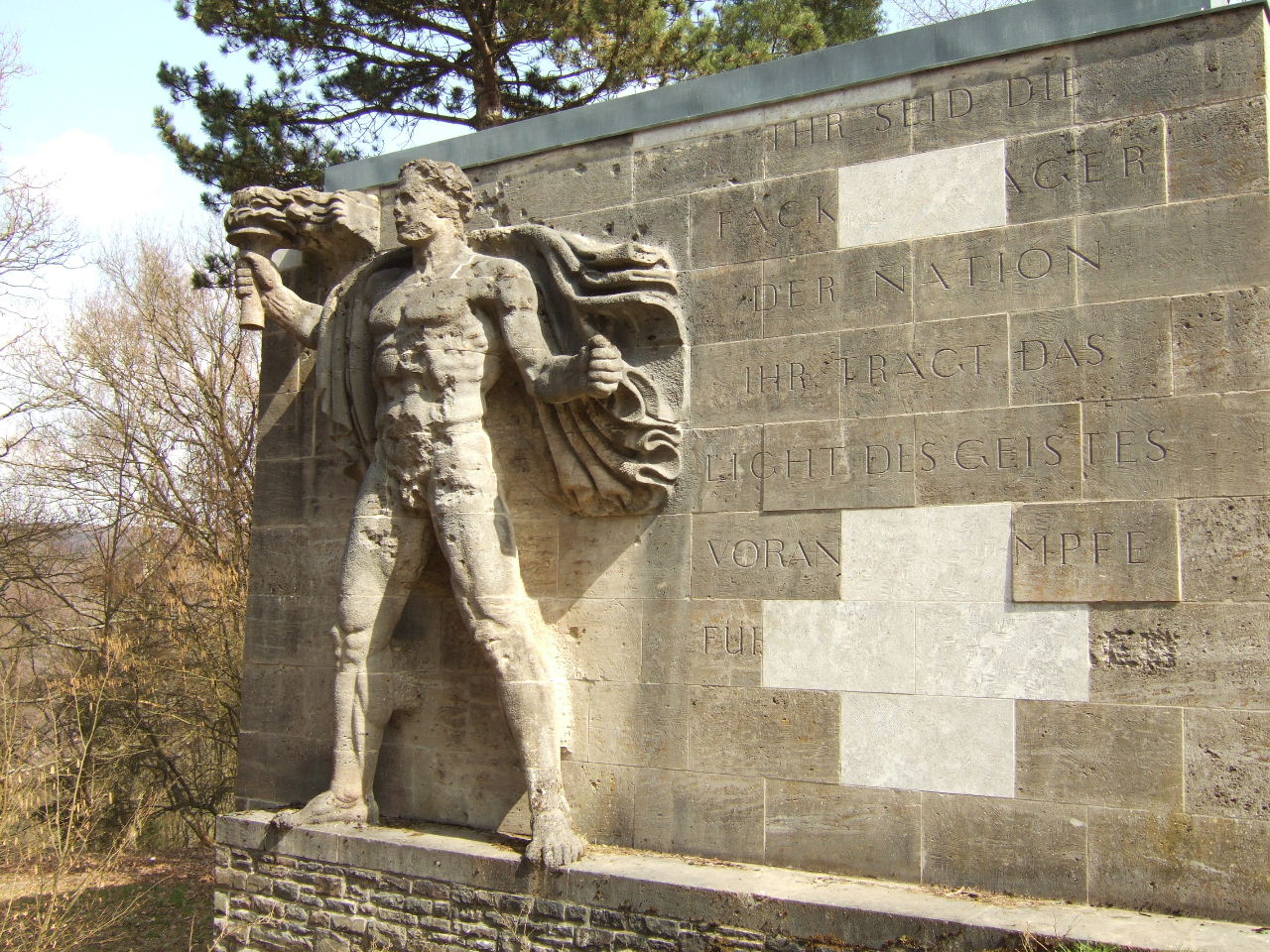
Antorcha, Willy Meller[10] (Ordensburg Vogelsang).
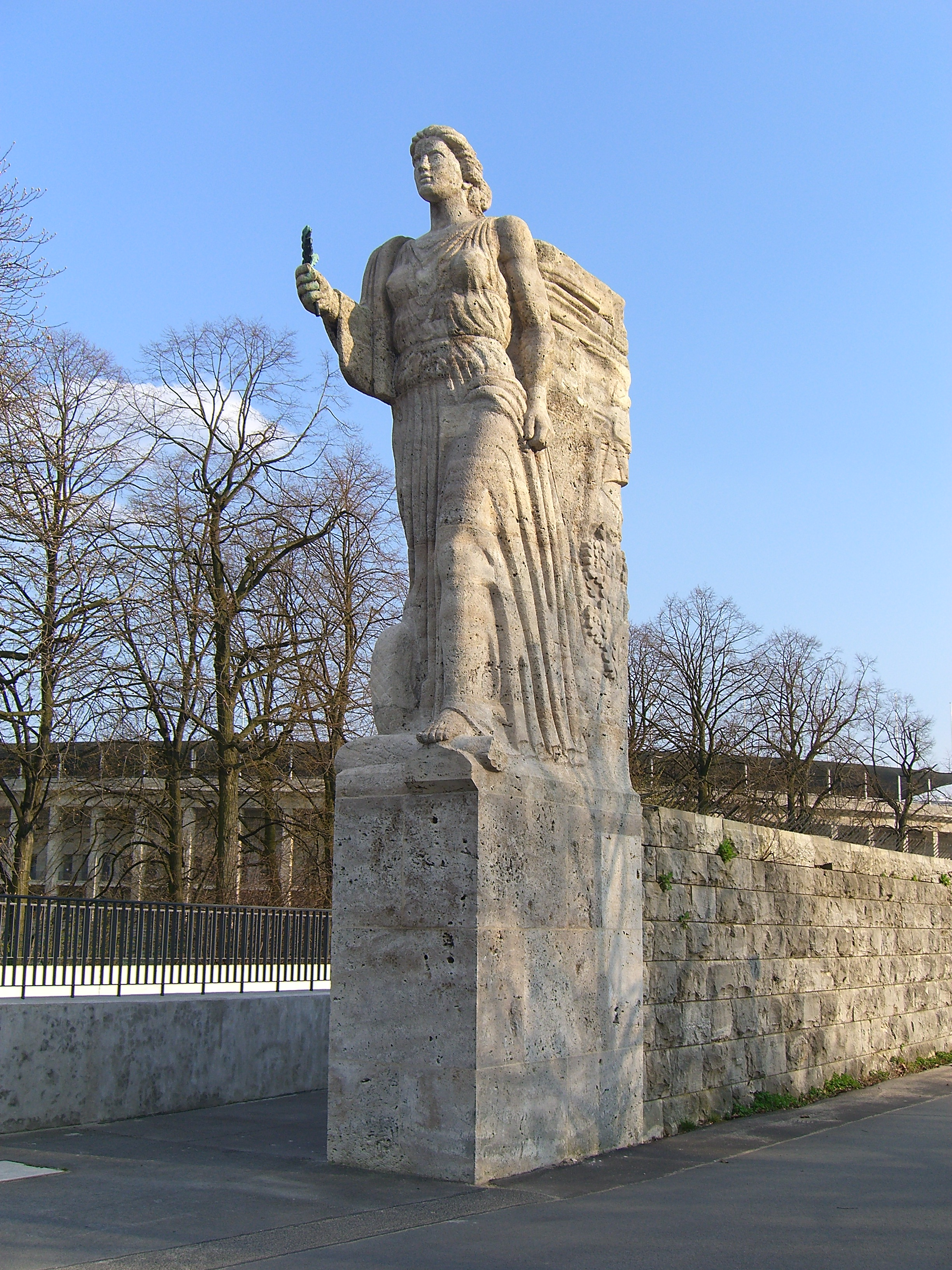
Niké alemana, Willy Meller (1936, área olímpica, junto al Estadio Olímpico de Berlín).
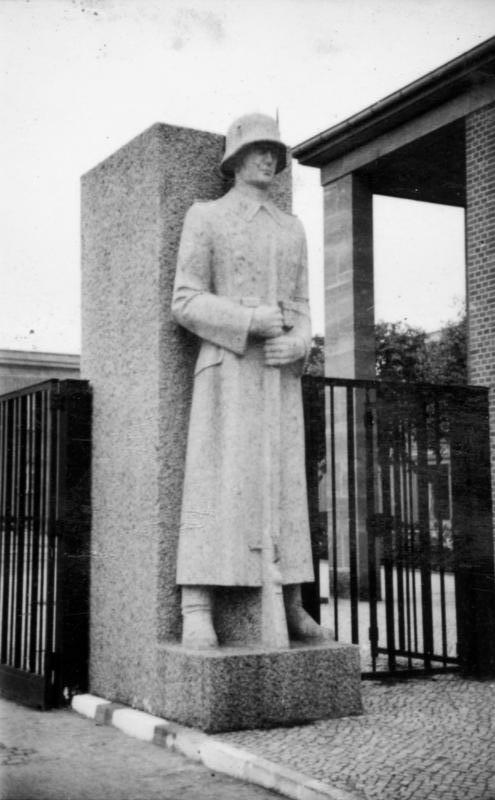
Entrada al cuartel de la División Leibstandarte-SS Adolf Hitler, Berlín, 1940.

La arquitectura nacionalsocialista estuvo representada por Paul Ludwig Troost, Albert Speer, Hermann Giesler y Werner March.
Las características propias del arte cinematográfico hacen difícil su comparación con un movimiento plástico, pero es muy clara la identificación con el ideario nazi y el aprecio del propio Hitler a los documentales rodados por Leni Riefenstahl, especialmente El triunfo de la voluntad (congreso de Núremberg de 1934) y Olympia (Juegos Olímpicos de Berlín de 1936). La industria cinematográfica era regulada por la Reichsfilmkammer, con la pretensión de utilizarla como parte esencial del aparato de propaganda a cargo de Joseph Goebbels. Entre sus actuaciones clave estuvo la gestión de la productora UFA, apartando a los cineastas del periodo anterior, muchos de los cuales se trasladaron a Hollywood, como Fritz Lang.
Durante el Tercer Reich, entre 1933 y 1945, se produjeron en Alemania más de 1.200 películas. De ese total, alrededor de un centenar puede clasificarse como propaganda explícita. A pesar del paso del tiempo, unas 40 de estas películas permanecen prohibidas en Alemania, no como acto de censura general, sino como medida preventiva para evitar su difusión en contextos que pudieran fomentar ideologías extremistas. En ciertos casos, su proyección solo está permitida con fines educativos o académicos, acompañada de un análisis crítico que desmonte su contenido propagandístico..

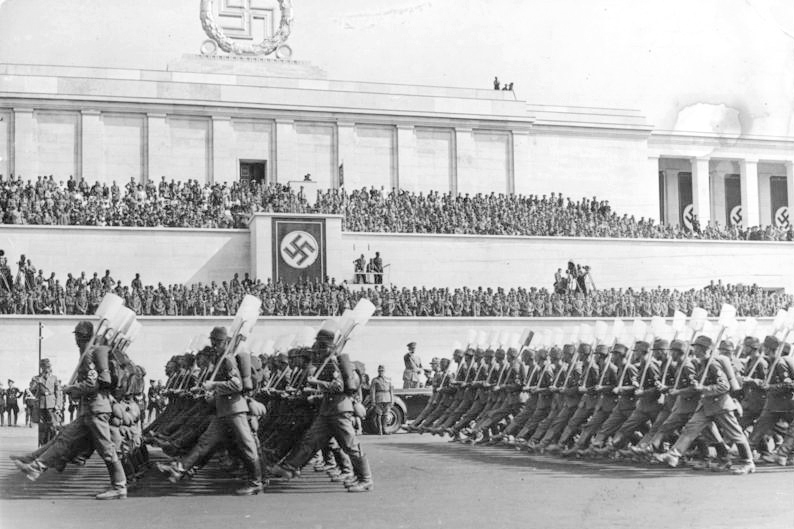
Tribuna del Campo Zeppelin, Albert Speer (1934, Núremberg).
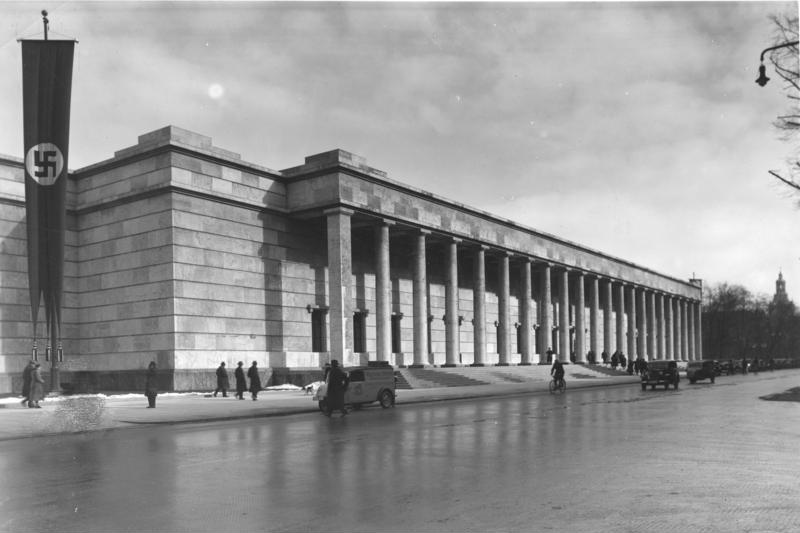
Haus der Deutschen Kunst (Casa del Arte Alemán), Paul Ludwig Troost (1934-1937, Múnich).
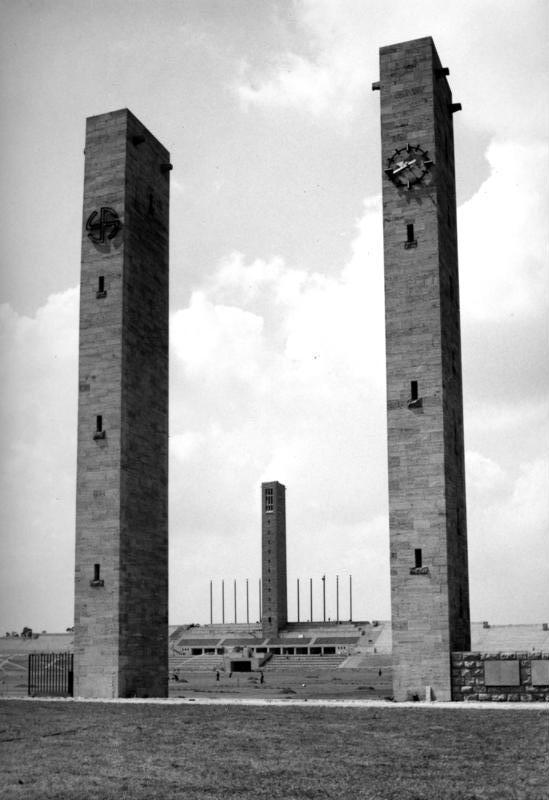
Estadio Olímpico de Berlín, Werner March (1934-1936).

## Diseño gráfico
El diseño gráfico, especialmente en soporte cartel, que combinaba texto e imagen y se difundía de forma masiva, se convirtió en un importante medio de propaganda tanto en Alemania como en los territorios ocupados. Se pretendía que incluso la tipografía reflejara la ideología nazi: hasta 1941 se usaba el tipo Fraktur, pero a partir de ese momento se abandonó como consecuencia de la denuncia de Martin Bormann, que lo identificó como «letra judía» (judenlettern); decretándose la preferencia por el tipo Roman. De modo similar, tipos más modernos, como el Sans-serif fueron condenados como «bolcheviques»; aunque el tipo Futura continuó usándose dado lo práctico que resultaba.

## Cultura popular
La cultura de masas fue sujeta a una regulación menos estricta que la alta cultura, posiblemente porque las autoridades temían las consecuencias de una interferencia demasiado fuerte en el entretenimiento popular. Por ello, la mayor parte de las películas de Hollywood pudieron estrenarse hasta que comenzó la guerra (como It Happened One Night, San Francisco o Lo que el viento se llevó). Aunque los conciertos de música atonal estaban prohibidos, la prohibición del jazz se eludía con mayor facilidad. Benny Goodman y Django Reinhardt eran bastante populares, y las más famosas jazz bands inglesas y estadounidenses siguieron tocando en las principales ciudades hasta la guerra; desde entonces, los grupos de música de baile tocaban oficialmente swing y no el jazz objeto de la prohibición.

## Arte fascista y realismo socialista. «Realismo heroico»

### Estética totalitaria
Aunque hay un abundante uso de esos términos, también se ha usado la expresión arte de las dictaduras o Arte y dictadura, título de una exposición de 1994 especialmente en la reflexión teórica que identifica el arte fascista con un arte de masas, un arte de propaganda o un estilo monumental (Walter Benjamin), o para identificar la cultura fascista con el irracionalismo, la violencia, la simplificación, el populismo y la manipulación en cualquier ámbito; no es muy evidente la determinación estilística de un estilo genérico que compartiera características comunes en las manifestaciones artísticas de los países donde el fascismo se desarrolló en los años 1930 y 1940; y que, por otro lado, pueden encontrarse sin dificultad en otro totalitarismo: el comunismo soviético.

Cuando oigo la palabra «cultura», echo mano a mi pistola.

#### Unión Soviética
El arte nacionalsocialista mantuvo una similitud con el estilo artístico soviético denominado realismo socialista; la opción consciente de Stalin por un gusto artístico de fácil asimilación por el pueblo, sin complicaciones intelectuales y que prescinde despectivamente de los complejos pequeñoburgueses que asocian el gusto popular al mal gusto o kitsch; lo que demostró ser un eficaz factor propagandístico, identitario y movilizador. El desprecio por el elitismo y el intelectualismo (antiintelectualismo), impuesto a los propios intelectuales, que debían someterse a reeducación y desclasamiento, identificándose con la forma de ver el mundo de los proletarios y el «hombre nuevo» socialista, es uno de los factores clave de la vida cultural comunista, tanto en la Unión Soviética como fuera de ella, entre la gran cantidad de intelectuales y artistas que se aproximaron al comunismo.
Se desmontó radicalmente, incluyendo la elimiación de los artistas sujetos a purgas, el florecimiento de las vanguardias estéticas que había caracterizado el periodo inicial de la revolución soviética desde 1917 y durante los años veinte; especialmente el constructivismo, la abstracción y cualquier desviación de lo figurativo en artes plásticas, pero que también afectó posteriormente al cine de Eisenstein y a la música de Prokófiev y Shostakóvich, acusada de formalista y cacofónica (decreto Zhdánov, 10 de febrero de 1948).
La coincidencia entre el arte nazi y el realismo socialista soviético llega hasta tal punto que el término «realismo heroico» se ha usado de forma indistinta para describir ambos.

#### Italia
De un modo similar, la cultura de la Italia fascista mantuvo una estrecha relación desde sus inicios en los años veinte con el vanguardismo (especialmente el futurismo y el racionalismo arquitectónico, con proyectos tan atrevidos como la EUR); aunque cuanto más avanzó el régimen en la construcción de un sistema totalitario, con más claridad se definieron programas artísticos similares al realismo heroico o al menos compartiendo sus valores estético-propagandísticos. Especialmente en escultura (Arturo Martini) y en cinematografía (Istituto Luce, estudios Cinecittà y el Centro Sperimentale di Cinematografia — Centro Experimental de Cinematografía). Toda la industria cinematográfica se puso bajo la autoridad de la Direzione generale per il cinema fundada en 1934 por Galeazzo Ciano y dirigida por Luigi Freddi. También intervino el propio hijo del Duce, Vittorio Mussolini. Entre las películas más declaramente fascistas estuvieron Vecchia guardia y 1860, de Alessandro Blasetti; aunque la mayor parte de la ingente producción (600 películas en diez años) fue orientada al entretenimiento y la propagación de modelos de bienestar social cinema dei telefoni bianchi o cinema decó (cine de los teléfonos blancos o cine decó —por el Art decó—, especialmente en el periodo 1936-1943). Desde los años veinte la subsecretaría de Estado per la stampa e la propaganda ('para la imprenta y la propaganda') y desde 1937 el Ministero della Cultura Popolare se encargaron del control de las manifestaciones artísticas y culturales.
Tuvo lugar un Congresso di cultura fascista (Congreso de cultura fascista) en Bolonia en 1925, que Giovanni Gentile clausuró con su discurso Il fascismo nella cultura, y donde se obtuvo la firma de un Manifesto degli intellettuali fascisti (Manifiesto de los intelectuales fascistas) por un nutrido grupo de prestigiosos representantes de la cultura italiana (Marinetti, Curzio Malaparte, Luigi Pirandello, Margherita Sarfatti, Giuseppe Ungaretti, Ildebrando Pizzetti, Ardengo Soffici, Francesco Ercole, etc.)

#### España
En la España de Franco posterior a la Guerra Civil, se impuso una estética imperial y tradicionalista que en arquitectura reproducía formas herrerianas (neoherreriano: Ministerio del Aire de Madrid, Universidad Laboral de Gijón), y que se suele vincular política o ideológicamente a cualquiera de las familias del franquismo (especialmente al nacionalcatolicismo y al falangismo, aunque también a monárquicos —carlistas y juanistas— y militares); aunque algunas manifestaciones pudieron asemejarse a los modelos nazi y fascista (el Edificio de los Sindicatos —Francisco de Asís Cabrero, 1949—, o el Arco de la Victoria, ambos en Madrid). La obra más ambiciosa fue el Valle de los Caídos (arquitectos Pedro Muguruza y Diego Méndez y escultor Juan de Ávalos, 1940-1958, Sierra de Guadarrama). Un prominente falangista, Ernesto Giménez Caballero, es considerado uno de los primeros teóricos del arte fascista en España; mientras que un teórico del arte de la talla de Eugenio d'Ors se esforzó por la creación de un ambiente artístico afín al régimen (la expresión «arte franquista» no tiene apenas uso bibliográfico, más allá de la ubicación cronológica o la identificación política).
El cartelismo español fue extraordinariamente importante en ambos bandos de la guerra civil (en el nacional destacaron Teodoro y Álvaro Delgado, José Caballero, Juan Acha, Jesús Olasagasti y Carlos Sáenz de Tejada); subsistiendo en la posguerra española una presencia de profesionales de las artes gráficas que permitieron la pujante producción editorial del cómic en España, con temática inequívocamente afín al régimen (Flechas y Pelayos, Roberto Alcázar y Pedrín, El Guerrero del Antifaz, etc.); que retrospectivamente se ha interpretado como un escapismo social (junto a la canción española, el cine español y otros espectáculos —pan y fútbol—) y una de las bases de la educación sentimental de la oposición al franquismo. El propio Franco era muy aficionado al cine, y escribió el guion de Raza. La colaboración con el cine alemán e italiano durante la guerra mundial dio paso, tras la derrota del Eje, a la recepción del cine estadounidense en un entorno de censura nacionalcatólica, y a una producción interior en la que cineastas e intelectuales próximos a Falange se pudieron permitir algunas producciones de carácter crítico (Surcos).

#### Portugal
En el Estado Novo portugués de Oliveira Salazar hubo diferentes desarrollos artísticos, pero la muestra más claramente identificable con el arte fascista se realizó en 1940 en la praça do Imperio (Plaza del Imperio), en Belém: una Exposição do Mundo Português (Exposición del Mundo Portugués) de gran repercusión propagandística para el régimen, con monumentales pabellones donde se pretendía conjugar el nacionalismo y el internacionalismo en arquitectura, a imitación explícita de los movimientos semejantes en Italia, Alemania y España; en lo que se denominó Estilo Portugués Suave. El Monumento aos Descobrimentos (Monumento a los Descubrimientos) se realizó para aquella ocasión. El original fue desmontado, y en 1960 se construyó la réplica que puede verse hoy en día.

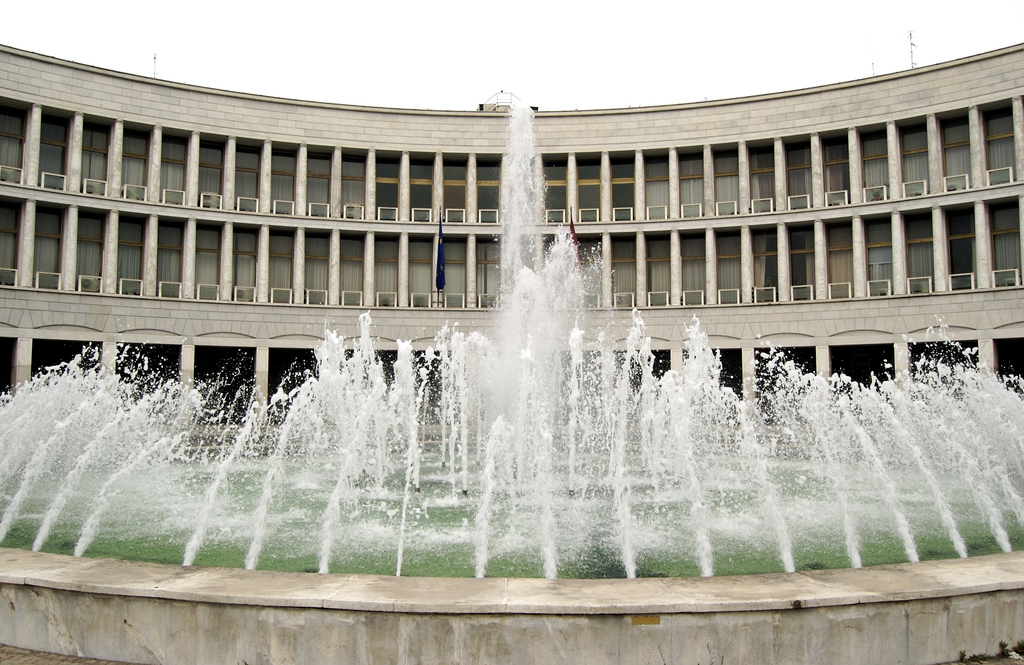
El Palazzo INSP, en EUR, la zona de Roma planificada para la Exposición de 1942, que no se llegó a celebrar.
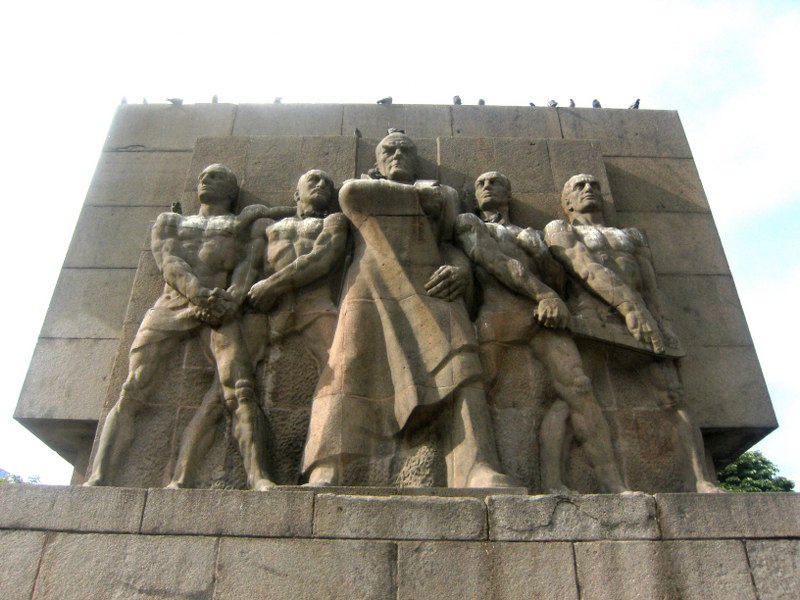
En el Güvenpark Anıtı (Memorial Güvenpark, 1934-1935, Ankara), el régimen autoritario turco de Kemal Atatürk utilizó los recursos estéticos del arte nazi mediante la obra de dos escultores alemanes: Josef Thorak y Anton Hanak.
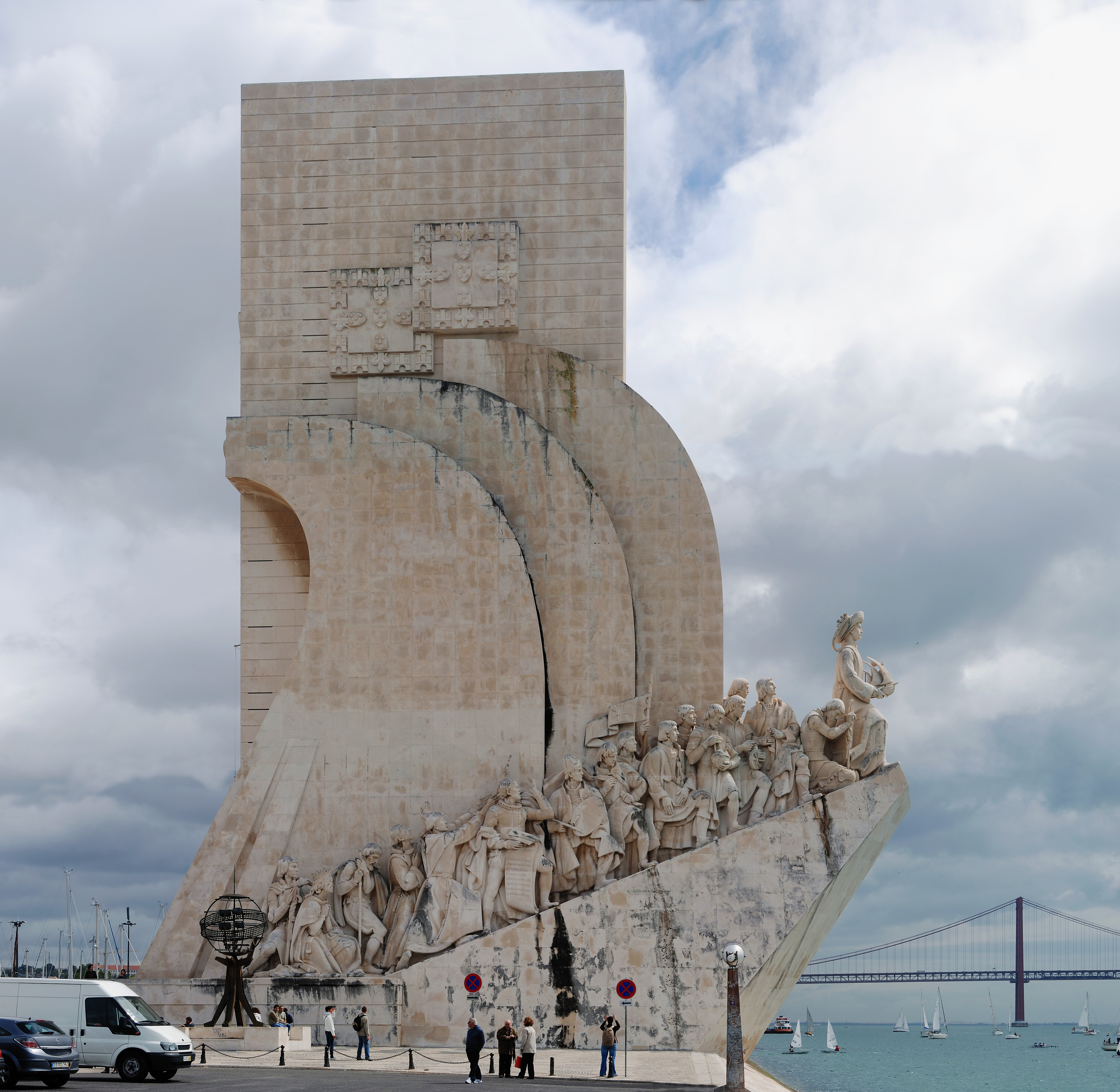
Monumento a los Descubrimientos, Cottinelli Telmo y Leopoldo de Almeida (1940-1960, Belém, Lisboa).
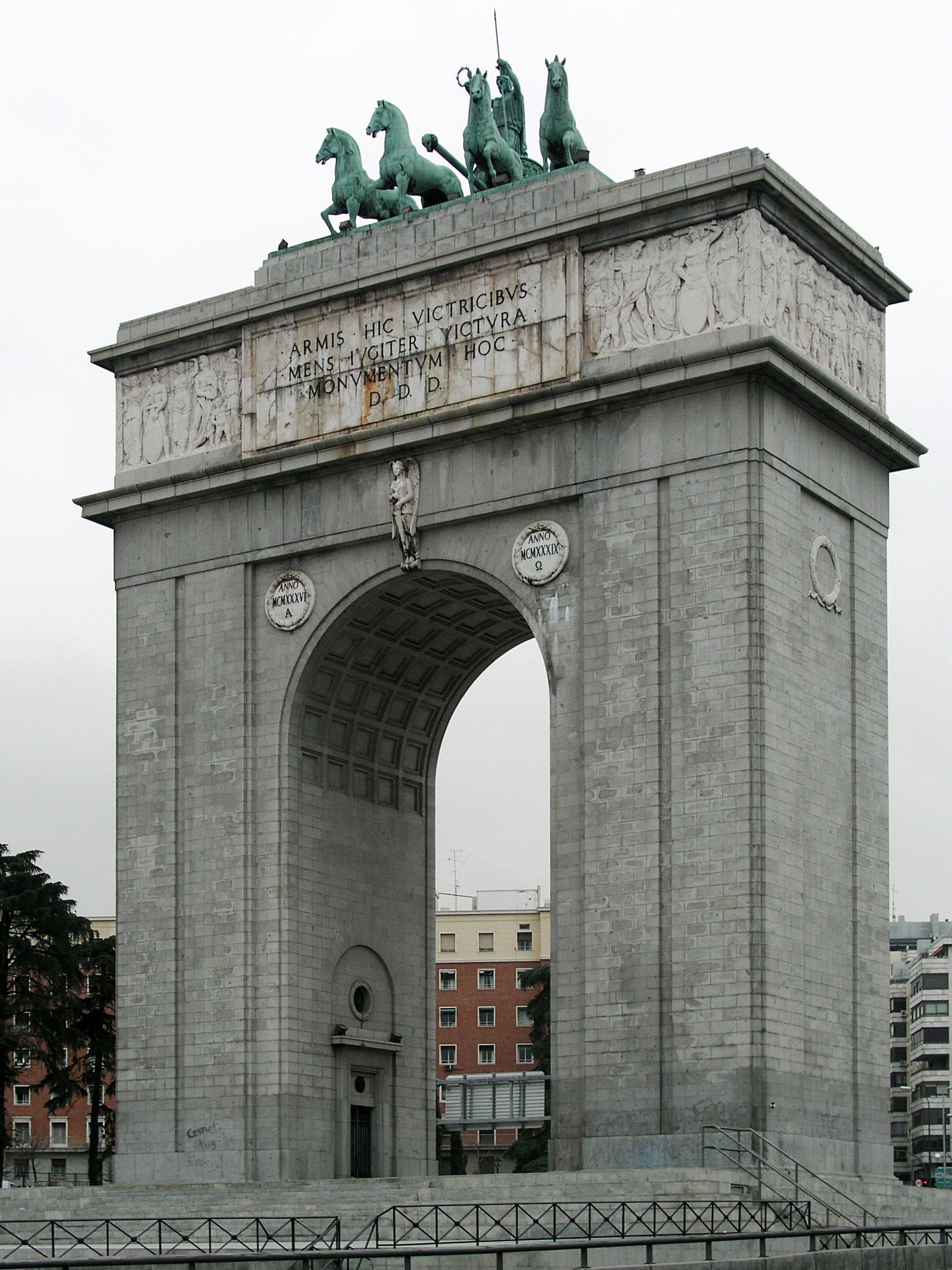
Arco de la Victoria, arquitectos Modesto López Otero y Pascual Bravo Sanfeliú, escultores Moisés de Huerta, Ramón Arregui y José Ortells (entrada de la Ciudad Universitaria de Madrid, 1950-1956).

#### Alemania

##### Estética nazi
La respuesta nazi se debía en parte a una estética conservadora y en parte a su determinación por usar la cultura como propaganda. Tras su acceso al poder en 1933, Hitler (que en su juventud se formó académicamente como pintor) dio a sus preferencias artísticas personales valor de ley, en un grado nunca antes conocido. Solo en la Unión Soviética de Stalin, donde el realismo socialista se había convertido en una suerte de estilo oficial obligatorio, el Estado tenía tanto ascendiente sobre la regulación de las artes. En el caso de Alemania, el modelo fue el arte clásico grecorromano, visto por Hitler como un arte cuya forma exterior incorporaba un ideal racial interior.
La razón para ello, en palabras del historiador Henry Grosshans, es que Hitler «veía el arte griego y romano como incontaminado de influencias judías. El arte moderno era un acto de violencia estética de los judíos contra el espíritu alemán. Tal cosa era cierta para Hitler incluso aunque solo Liebermann, Meidner, Freundlich y Marc Chagall, entre los que hicieron contribuciones significativas al movimiento vanguardista alemán, fueran judíos. Pero Hitler [...] tomó él mismo la responsabilidad de decidir quién, en materia de cultura, pensaba y actuaba como un judío».
La supuesta naturaleza judía del arte indescifrable, distorsionado o que representara asuntos «depravados» se explicaba a través del concepto de degeneración, que sostenía que el arte distorsionado y corrupto era un síntoma de la presencia de una raza inferior.
Propagando la teoría de la degeneración, los nazis combinaron su antisemitismo con su propósito de control de la cultura, consolidando de tal forma el apoyo público para ambas campañas.

Este tipo humano que ha aparecido ante el mundo entero por primera vez el pasado año, durante los Juegos Olímpicos, en su espléndida, orgullosa fuerza y salud — este tipo humano, queridos balbuceadores prehistóricos del arte, representa el tipo de la nueva época. 

Y vosotros ¿que producís? ¡Lisiados deformes e idiotas, mujeres que suscitan únicamente horror, hombre más semejantes a las bestias que a los hombres, niños que, si viviesen en el modo en el que ha sido figurados, se creerían simplemente una maldición de Dios! 

Y estos espantosos diletantes tienen la osadía de mostrar todo esto al mundo contemporáneo como arte de nuestra época, más bien como manifestaciones de aquello que forma la época actual y a ella impone el propio sello.
Adolf Hitler, 1937.

##### Expolio artístico nazi
La persecución interna a los judíos y la ocupación de gran parte de Europa en la Segunda Guerra Mundial permitió a las autoridades alemanas disponer sin demasiadas dificultades de los fondos artísticos de un impresionante conjunto de museos públicos y colecciones privadas. Hitler aspiraba a reunir una colección inigualable de arte ario en su ciudad natal de Linz; inicialmente se pretendía realizar a base de intercambio de obras de arte, desprendiéndose de algunas consideradas degeneradas, incluyendo algunas obras maestras del impresionismo y las vanguardias. Posteriormente se obtuvieron donaciones forzadas, y llegado el caso se recurrió al simple saqueo. A pesar del desprecio público por el arte degenerado, algunos líderes nazis, especialmente Hermann Göring, no se recataron en incluirlo entre el gran número de obras que consiguieron reunir.
El mantenimiento de buenas relaciones entre los países aliados de Alemania provocó un curioso intercambio de objetos de arte: la dama de Elche y la Inmaculada de Soult de Murillo, en Francia desde el siglo XIX, fueron devueltas a la España de Franco por el gobierno de Vichy; mientras que el Retrato de la marquesa de Santa Cruz, un cuadro de Goya que incluía una esvástica como motivo decorativo, estuvo a punto de ser regalado a Hitler.
El final de la guerra y la ocupación de Alemania por los aliados, especialmente en la zona soviética, fue ocasión para un expolio inverso. El Altar de Pérgamo fue trasladado al Hermitage, y finalmente devuelto a Berlín en 1959; mientras que muchas otras obras expoliadas siguen en Rusia (como las de la Galería de arte de Bremen) o en paradero desconocido.
La reclamación de obras de arte expoliadas a coleccionistas judíos se ha convertido en un complejo asunto judicial, renovado cada vez que aparece en el mercado alguna obra susceptible de ello, a pesar de que sus actuales propietarios puedan demostrar haberla adquirido legalmente.

##### Lista Gottbegnadeten
En septiembre de 1944 el Ministerio de Instrucción Pública y Propaganda preparó una lista denominada Gottbegnadeten («los que tienen un don divino»), de 1041 artistas considerados cruciales para la cultura nazi, con el fin de eximirlos del servicio militar. La selección proporciona un índice muy preciso y bien documentado de los pintores, escultores, arquitectos, músicos y cineastas (incluyendo compositores, intérpretes, cantantes, actores y directores de cine y orquesta) que los nazis veían como políticamente próximos, culturalmente valiosos y que todavía residían en Alemania en ese periodo final de la Segunda Guerra Mundial.
Pintores
- Thomas Baumgartner (1892-1962)
- Fritz Erler (1868-1940)
- Sepp Hilz (1906-1967)
- Walther Hoeck (1885-1956)
- Conrad Hommel (1883-1971)
- Trude Hoppe-Arendt
- Julius Paul Junghanns (1876-1953)
- Hubert Lanzinger (1880-1950)
- Georg Lebrecht
- Ernst Liebermann (1869-1960)
- Oskar Martin-Amorbach (1897-1987)
- Paul Mathias Padua (1903-1981)
- Gisbert Palmie (1897-1984)
- Werner Peiner (1897-1984)
- Ivo Saliger (1894-1987)
- Leopold Schmutzler (1864-1940)
- Georg Sluyterman von Langeweyde (1903-1978)
- Edmund Steppes (1873-1968)
- Karl Truppe (1887-1952)
- Udo Wendel
- Wolfgang Willrich (1897-1948)
- Adolf Wissel (1894-1973)
- Adolf Ziegler (1892-1959)

Escultores
- Karl Albiker
- Arno Breker
- Fritz Klimsch
- Fritz Koelle
- Georg Kolbe
- Ferdinand Liebermann
- Walter Lab
- Willy Meller
- Richard Scheibe
- Adolf Wamper
- Josef Thorak
- Franz Nagy
- Karl Diebitsch
- Prof. Theodor Karner

Arquitectos
- Leonhard Gall (1884–1952), Reichskultursenator
- Hermann Giesler (1898–1987), Reichskultursenator
- Wilhelm Kreis (1873–1955)
- Paul Schultze-Naumburg (1869–1949)

Músicos
- Werner Eck
- Karl Hartmann
- Hans Pfitzner
- Carl Orff
- Richard Strauss